# Quarrata
Quarrata là một đô thị ở tỉnh Pistoia trong vùng Toscana, có vị trí cách khoảng 30 km north of Florence và khoảng 20 km về phía nam của Pistoia. Tại thời điểm 31 tháng 12 năm 2004, đô thị này có dân số 23.884 và diện tích 46,0 km².
Đô thị Quarrata có các frazioni (các đơn vị cấp dưới, chủ yếu là các làng) Barba, Buriano, Caserana, Casini, Catena, Ferruccia, Forrottoli, Lucciano, Montemagno, Montorio, Olmi, Santonuovo, Tizzana, Valenzatico, and Vignole.
Quarrata giáp các đô thị: Agliana, Carmignano, Lamporecchio, Pistoia, Prato, Serravalle Pistoiese, Vinci.